# Список літераторів-самогубців
У списку наведені відомі літератори, що вчинили самогубство. Літератор (від лат. litterator — вчитель грамоти) — людина, яка професійно займається літературною роботою; прозаїк, публіцист, а також поет, драматург. Самогубство письменників, як будь-яке інше самогубство, є добровільним рішенням позбавити себе життя, тобто вчинком винятковим. Письменники, як люди творчих професій, більше схильні до суїцидального ризику через низку особливостей творчого процесу, тому самогубство літераторів має індивідуальний характер. Оскільки поведінці самогубців властивий афект, справжня мотивація не завжди відображається у передсмертному волевиявленні, а підготовка до смерті часто відбувається без свідків, в окремих випадках самогубство складно відрізнити від ненавмисної смерті через фактор хворобливої неврівноваженості: передозування медичних препаратів тощо. Тому до списку включені як літератори, чиє самогубство є незаперечним фактом, так і ті, чия смерть може трактуватися як самогубство за умови достатнього підтвердження такого тлумачення в літературі.

## А — Й
| Ім'я                                                  | Роки життя        | Вид діяльності                                                                          | Спосіб самогубства                                                                                           | Примітки                                                              |
| А                                                     | А                 | А                                                                                       | А | А                                                                     |
| ----------------------------------------------------- | ----------------- | --------------------------------------------------------------------------------------- | --- | --------------------------------------------------------------------- |
| Луїс Адаміч                                           | 1899—1951         | американський письменник                                                                | застрелився                                                                                                  | висувалась версія вбивства, але не була доведена                      |
| Артюр Адамов                                          | 1908—1970         | французький драматург                                                                   | прийняв смертельну дозу снодійного                                                                           |                                                                       |
| Френсіс Адамс                                         | 1862—1893         | англо-австралійський поет, прозаїк, драматург                                           | застрелився в період депресії, викликаної хворобою                                                           |                                                                       |
| Юбер Акен                                             | 1929—1977         | канадський франкомовний письменник                                                      | застрелився з рушниці на вулиці Монреаля                                                                     |                                                                       |
| Уріель Акоста (Габріель да Коста)                     | 1585—1640         | нідерландський публіцист і мислитель                                                    | застрелився                                                                                                  |                                                                       |
| Мануель Акунья                                        | 1849—1873         | мексиканський поет-романтик, драматург                                                  | отруївся ціанистим калієм                                                                                    |                                                                       |
| Акутаґава Рюносуке                                    | 1892—1927         | японський письменник                                                                    | прийняв смертельну дозу вероналу                                                                             |                                                                       |
| Макс Альсберг                                         | 1877—1933         | німецький письменник                                                                    | викинувся з вікна                                                                                            |                                                                       |
| Жан Амері                                             | 1912—1978         | австрійський письменник, філософ-неопозитивіст                                          | прийняв смертельну дозу барбітуратів                                                                         |                                                                       |
| Дімітріє Ангел                                        | 1872—1914         | румунський письменник і поет-символіст                                                  | застрелився                                                                                                  |                                                                       |
| Хосе Марія Аргедас                                    | 1911—1969         | перуанський письменник                                                                  | застрелився                                                                                                  |                                                                       |
| Рейнальдо Аренас                                      | 1943—1990         | кубинський письменник                                                                   | отруївся барбітуратами у своїй нью-йоркській квартирі                                                        |                                                                       |
| Арісіма Такео                                         | 1878—1923         | японський письменник                                                                    | повісився разом з коханкою                                                                                   |                                                                       |
| Леонід Львович Аронзон                                | 1939—1970         | російський поет ленінградської школи                                                    | застрелився з мисливської рушниці                                                                            |                                                                       |
| Вітольд Францевич Ахрамович                           | 1882—1930         | російський поет, перекладач                                                             | застрелився на лавці в парку                                                                                 |                                                                       |
| Б                                                     |                   |                                                                                         | |                                                                       |
| Баджелл Юстас                                         | 1686—1737         | англійський письменник і журналіст                                                      | втопився |                                                                       |
| Конрад Баєр                                           | 1932—1964         | австрійський письменник і драматург                                                     | отруївся газом                                                                                               |                                                                       |
| Андре Байон                                           | 1875—1932         | бельгійський франкомовний письменник                                                    | отруївся в психіатричній лікарні                                                                             |                                                                       |
| Шарль Барбару                                         | 1792—1866         | французький письменник з кола Шарля Бодлера                                             | викинувся з вікна                                                                                            |                                                                       |
| Йоганнес Барбарус                                     | 1890—1946         | естонський поет                                                                         | застрелився                                                                                                  |                                                                       |
| Маргарет Барбер                                       | 1869—1901         | англійська письменниця                                                                  | заморила себе голодом                                                                                        |                                                                       |
| Вільям Вінсент Барре                                  | 1760?—1829        | англо-французький публіцист і поет                                                      | покінчив життя самогубством в Дубліні за не цілком ясних обставин                                            |                                                                       |
| Арман Барте                                           | 1820—1874         | французький поет і драматург                                                            | перебуваючи в психіатричній лікарні кастрував себе бритвою і помер від втрати крові                          |                                                                       |
| Олексанр Миколайович Башлачов                         | 1960–1988         | російський поет, автор і виконавець пісень                                              | викинувся з восьмого поверху                                                                                 |                                                                       |
| Томас Лоуелл Беддоус                                  | 1803—1849         | британський поет, драматург                                                             | отруївся |                                                                       |
| Вільям Томас Бекфорд                                  | 1760—1844         | англійський письменник                                                                  | заморив себе голодом                                                                                         |                                                                       |
| Альфред Людвигович Бем                                | 1886—1945         | російський критик і публіцист                                                           | в травні 1945 заарештований радянською владою, викинувся з тюремного вікна                                   | за іншою версією — розстріляний                                       |
| Вікторія Бенедиктсон                                  | 1850—1888         | шведська письменниця                                                                    | перерізала собі горло бритвою                                                                                |                                                                       |
| Вальтер Беньямін                                      | 1892—1940         | німецько-єврейський письменник, філософ                                                 | отруївся |                                                                       |
| Лора Бергер                                           | 1921—1943         | швейцарська германомовна письменниця                                                    | втопилась |                                                                       |
| Джон Беррімен                                         | 1914—1972         | американський поет                                                                      | кинувся з моста на лід річки Міссісіпі                                                                       |                                                                       |
| Роберт Бертон                                         | 1577—1640         | англійський вчений і письменник                                                         | повісився |                                                                       |
| Костянтин Бібл                                        | 1898—1951         | чеський поет                                                                            | викинувся з вікна                                                                                            |                                                                       |
| Александр Бірні                                       | 1826—1862         | англійський поет, публіцист                                                             | заморив себе голодом                                                                                         |                                                                       |
| Рекс Біч                                              | 1877—1949         | американський прозаїк і драматург                                                       | застрелився                                                                                                  |                                                                       |
| Близнець Віктор Семенович                             | 1933—1981         | український письменник                                                                  | повісився |                                                                       |
| Божидар (справжнє ім'я Богдан Петрович Гордєєв)       | 1894—1914         | радянський поет-футурист українського походження                                        | повісився у лісі                                                                                             |                                                                       |
| Карін Бойє                                            | 1900—1941         | шведська письменниця і поетеса                                                          | отруїлась, смерть настала через переохолодження                                                              |                                                                       |
| Іван Андрійович Болдирєв                              | 1903—1933         | російський письменник                                                                   | отруївся вероналом                                                                                           |                                                                       |
| Петрюс Борель                                         | 1809—1859         | французький поет і прозаїк                                                              | помер від сильного перегріву                                                                                 |                                                                       |
| Жан-Луї Борі                                          | 1919—1979         | французький письменник                                                                  | застрелився                                                                                                  |                                                                       |
| Тадеуш Боровський                                     | 1922—1951         | польський поет, критик, публіцист                                                       | отруївся газом                                                                                               |                                                                       |
| Боцу Павло Петрович                                   | 1933—1987         | молдавський поет                                                                        | застрелився на автотрасі з мисливської рушниці                                                               |                                                                       |
| Димитр Іванов Бояджиєв                                | 1880—1911         | болгарський поет                                                                        | причина самогубства залишилась нез'ясованою                                                                  |                                                                       |
| Менно тер Браак                                       | 1902—1940         | нідерладський критик                                                                    | отруївся |                                                                       |
| Джон Браун                                            | 1715—1766         | англійський поет, драматург, публіцист                                                  | перерізав собі горлянку                                                                                      |                                                                       |
| Ліля Юр'ївна Брік                                     | 1891—1979         | російський літературознавець і перекладачка, муза В. В. Маяковського                    | передозування снодійним                                                                                      |                                                                       |
| Річард Бротіґан                                       | 1935—1984         | американський письменник і поет                                                         | застрелився                                                                                                  |                                                                       |
| Генрі Джозеф Стіл Бредфілд                            | 1805—1852         | англійський прозаїк і поет                                                              | отруївся миш'яком                                                                                            |                                                                       |
| Герман Бургер                                         | 1942—1989         | швейцарський німецькомовний письменник                                                  | отруївся снодійним                                                                                           |                                                                       |
| Луї Буссенар                                          | 1847—1910         | французький письменник, класик пригодницького жанру                                     | заморив себе голодом                                                                                         |                                                                       |
| Єнс Бьорнебу                                          | 1920—1976         | норвезький письменник, драматург і поет                                                 | повісився |                                                                       |
| В                                                     |                   |                                                                                         | |                                                                       |
| Йозеф Вайнхебер                                       | 1892—1945         | австрійський поет                                                                       | отруївся |                                                                       |
| Ернст Вайс                                            | 1884—1940         | німецький прозаїк, драматург, поет австрійського походження                             | перерізав собі вени                                                                                          |                                                                       |
| Ван Говей                                             | 1877—1927         | китайський письменник і філософ                                                         | втопився в пруду                                                                                             |                                                                       |
| Фредерік Ван Ренсселер Дей                            | 1861—1922         | американський письменник, творець персонажу Ніка Картера                                | застрелився                                                                                                  |                                                                       |
| Александер Ват                                        | 1900—1967         | польський прозаїк, поет, есеїст                                                         | отруївся |                                                                       |
| Жак Ваше                                              | 1895—1919         | французький поет                                                                        | отруївся |                                                                       |
| Вебер-Хірьякова Євгенія Семенівна                     | 1893 чи 1895–1939 | російська журналістка, критик, прозаїк, перекладачка єврейського походження             | отруїлась через декілька днів після нацистської окупації, намагалась отруїти семирічну доньку                |                                                                       |
| Сімона Вейль                                          | 1909—1943         | французька письменниця, філософ                                                         | заморила себе голодом                                                                                        |                                                                       |
| Отто Вейнінгер                                        | 1880—1903         | австрійський письменник і філософ                                                       | застрелився                                                                                                  |                                                                       |
| Адріан Венема                                         | 1941—1993         | нідерладський письменник                                                                | отруївся |                                                                       |
| Рене Вів'єн                                           | 1877—1909         | французька поетеса англійського походження                                              | заморила себе голодом                                                                                        |                                                                       |
| Густав Від                                            | 1858—1914         | данський драматург, поет, прозаїк                                                       | отруївся ціанистим калієм                                                                                    |                                                                       |
| Юхан Війдінг                                          | 1948—1995         | естонський поет, актор, кіносценарист                                                   | [ 16 ] |                                                                       |
| Виноградов Анатолій Корнелійович                      | 1888—1946         | радянський письменник, автор історичних романів                                         | |                                                                       |
| П'єтро делла Вінья                                    | 1190—1249         | італійський поет і публіцист                                                            | розбив голову об стіну                                                                                       |                                                                       |
| Станіслав Ігнатій Віткевич                            | 1885—1939         | польський драматург, прозаїк, художник, теоретик мистецтва                              | перерізав собі вени                                                                                          |                                                                       |
| Габріель Вітткоп                                      | 1920—2002         | французька письменниця                                                                  | вчинила самогубство, будучи хворою на рак легенів                                                            |                                                                       |
| Альфред Вольфенштейн                                  | 1888—1945         | німецький поет, драматург, перекладач, теоретик експрессіонізму                         | отруївся снодійним у лікарні                                                                                 |                                                                       |
| Іларіє Воронка                                        | 1903—1946         | румунський і французький поет                                                           | випив дуже велику дозу снодійного і ввімкнув газ на кухні                                                    |                                                                       |
| Рафал Воячек                                          | 1945—1971         | польський поет                                                                          | отруївся |                                                                       |
| Вірджинія Вулф                                        | 1882—1941         | англійська письменниця                                                                  | втопилась у річці                                                                                            |                                                                       |
| Г                                                     |                   |                                                                                         | |                                                                       |
| Габай Ілля Янкелевич                                  | 1935—1973         | російський поет, учасник дисиденського руху                                             | викинувся з вікна                                                                                            |                                                                       |
| Вальтер Газенклевер                                   | 1890—1940         | німецький письменник, поет, драматург                                                   | отруївся |                                                                       |
| Ержебет Галгоци                                       | 1930—1989         | угорська письменниця, журналістка                                                       | отруїлась |                                                                       |
| Юрій Галич ru                                         | 1877—1940         | російський прозаїк і поет                                                               | повісився |                                                                       |
| Анхель Ганівет                                        | 1862 чи 1865–1898 | іспанський письменник, філософ, критик                                                  | втопився |                                                                       |
| Ромен Гарі                                            | 1914—1980         | французький письменник                                                                  | застрелився                                                                                                  |                                                                       |
| Всеволод Михайлович Гаршин                            | 1855—1888         | російський письменник                                                                   | кинувся зі сходів                                                                                            |                                                                       |
| Олександр Ксавер Гвердер                              | 1923—1952         | швейцарський німецькомовний поет і художник                                             | |                                                                       |
| Роберт Говард                                         | 1906—1936         | американський письменник-фантаст                                                        | застрелився                                                                                                  |                                                                       |
| Микола Васильович Гоголь                              | 1809—1852         | російський письменник українського походження                                           | заморив себе голодом в стані депресії                                                                        | версія про самогубство спірна                                         |
| Голубков Дмитро Миколайович                           | 1930—1972         | російський письменник, поет, живописець                                                 | застрелився                                                                                                  |                                                                       |
| Адам Ліндсей Гордон                                   | 1833—1870         | австралійський поет                                                                     | застрелився                                                                                                  |                                                                       |
| Андре Горц                                            | 1923—2007         | французький літератор і філософ                                                         | подвійне самогубство разом з дружиною                                                                        |                                                                       |
| Віктор Вікторович Гофман                              | 1884—1911         | російський поет з кола В. Брюсова                                                       | застрелився                                                                                                  |                                                                       |
| Богуміл Грабал                                        | 1914—1997         | чеський письменник                                                                      | помер в лікарні, випавши з вікна                                                                             |                                                                       |
| Ялмар Гульберг                                        | 1898—1961         | шведський поет і театральний діяч                                                       | втопився у озері                                                                                             |                                                                       |
| Кароліна фон Гюндероде                                | 1780—1806         | німецька поетеса-романтик                                                               | втопилась |                                                                       |
| Д                                                     |                   |                                                                                         | |                                                                       |
| Стіг Дагерман                                         | 1923—1954         | шведський прозаїк, драматург, поет                                                      | отруївся вихлопними газами автомобіля                                                                        |                                                                       |
| Дадзай Осаму                                          | 1909—1948         | прозаїк, класик японської літератури                                                    | втопився разом з коханкою                                                                                    |                                                                       |
| Микола Іванович Дементьєв                             | 1907—1935         | російський поет                                                                         | викинувся з вікна                                                                                            |                                                                       |
| Дері Тібор                                            | 1894—1977         | угорський прозаїк, поет, драматург                                                      | заморив себе голодом                                                                                         |                                                                       |
| Рендалл Джаррелл                                      | 1914—1965         | американський поет, прозаїк, критик                                                     | кинувся під машину                                                                                           |                                                                       |
| Шарль Дідьє                                           | 1805—1864         | швейцарський франкомовний письменник                                                    | застрелився                                                                                                  |                                                                       |
| Туве Дітлевсен                                        | 1917—1976         | данська письменниця, поетеса                                                            | отруїлась снодійним                                                                                          |                                                                       |
| Дмитрієв Віктор Олександрович                         | 1905—1930         | російський письменник                                                                   | застрелився                                                                                                  |                                                                       |
| Леонід Іванович Добичін Добичін Леонід Іванович       | 1894—1936         | російський радянський письменник                                                        | |                                                                       |
| Майкл Дорріс                                          | 1945—1997         | американський письменник                                                                | отруївся снодійним                                                                                           |                                                                       |
| Коулмен Довелл                                        | 1925—1985         | американський письменник                                                                | викинувся з балкону 15-го поверху                                                                            |                                                                       |
| П'єр Дрійо ла Рошель                                  | 1893—1945         | французький письменник                                                                  | отруївся |                                                                       |
| Юлія Володимирівна Друніна ru                         | 1924—1991         | російська радянська поетеса                                                             | отруїлась вихлопними газами у гаражі                                                                         |                                                                       |
| Дубарова Петя Стойкова                                | 1962—1979         | болгарська поетеса                                                                      | отруїлась снодійним у себе вдома                                                                             |                                                                       |
| Юлій Теодорович Дунський                              | 1922—1982         | радянський сценарист                                                                    | застрелився, будучи хворим на астму                                                                          |                                                                       |
| Джон Девідсон                                         | 1857—1909         | шотландський письменник, поет, драматург                                                | втопився в морі                                                                                              |                                                                       |
| Едуар Дюбю                                            | 1863—1896         | французький поет і літературний критик                                                  | прийняв смертельну дозу морфію                                                                               |                                                                       |
| Жан-П'єр Дюпре                                        | 1930—1959         | французький поет                                                                        | повісився |                                                                       |
| Яна Станіславівна Дягілєва                            | 1966—1991         | російська поетеса, автор і виконавець пісень                                            | втопилась | версія про самогубство оспорюється                                    |
| Е                                                     |                   |                                                                                         | |                                                                       |
| Карл Ейнштейн                                         | 1885—1940         | нічецький поет, прозаїк, критик                                                         | повісився |                                                                       |
| Ето Дзюн                                              | 1932—1999         | японський критик і письменник                                                           | перерізав собі вени                                                                                          |                                                                       |
| Є                                                     |                   |                                                                                         | |                                                                       |
| Сергій Олександрович Єсенін                           | 1895—1925         | російський поет                                                                         | повісився | версія про самогубство оспорюється                                    |
| Ж                                                     |                   |                                                                                         | |                                                                       |
| Іосаф Ігнатійович Желєзнов Желєзнов Іосаф Ігнатійович | 1824—1863         | письменник, дослідник побуту і історії укральських казаків, збирач фольклору і ернограф | застрелився                                                                                                  |                                                                       |
| Нікола Жильбер                                        | 1751—1780         | французький поет                                                                        | потравив до лікарні після невдалого падіння з коня, проковтнув ключ від сундука, в якому зберігав свої твори | версія про самогубство не цілком достовірна і вважається апокрифічною |
| З                                                     |                   |                                                                                         | |                                                                       |
| Фердинанд фон Заар                                    | 1833—1906         | австрійський прозаїк, драматург, поет                                                   | застрелився                                                                                                  |                                                                       |
| І                                                     |                   |                                                                                         | |                                                                       |
| Іван Васильович Ігнатьєв Ігнатьєв Іван Васильович     | 1882—1914         | російський поет                                                                         | перерізав собі горлянку бритвою наступного дня після власного весілля                                        |                                                                       |
| Ікута Сюнгецу                                         | 1892—1930         | японський поет, прозаїк, критик, перекладач німецької літератури                        | втопився |                                                                       |
| Ільяшенко Володимир Степанович                        | 1887—1970         | російський поет                                                                         | застрелився, будучи паралізованим                                                                            |                                                                       |
| Й                                                     |                   |                                                                                         | |                                                                       |
| Аттіла Йожеф                                          | 1905—1937         | один з найзначніших угорських поетів XX ст.                                             | кинувся під потяг                                                                                            |                                                                       |
| Інгрид Йонкер                                         | 1933—1965         | південноафриканська поетеса                                                             | втопилась |                                                                       |

## К — Я
| Ім'я                                                              | Роки життя            | Вид діяльності                                                                      | Спосіб самогубства | Примітки                                                                                    |
| К                                                                 | К                     | К                                                                                   | К | К                                                                                           |
| ----------------------------------------------------------------- | --------------------- | ----------------------------------------------------------------------------------- | --- | ------------------------------------------------------------------------------------------- |
| Кавабата Ясунарі                                                  | 1899—1972             | японський письменник, лауреат Нобелівської премії                                   | отруївся газом |                                                                                             |
| Кавакамі Бідзан                                                   | 1869—1908             | японський прозаїк і поет                                                            | перерізав собі горлянку бритвою |                                                                                             |
| Анна Каван                                                        | 1901—1968             | англійська письменниця                                                              | прийняла смертельну дозу героїну | Згідно з британським Товариством Анни Каван, причиною смері письменниці стала зупинка серця |
| Вольф фон Калкрейот                                               | 1887—1906             | німецький поет                                                                      | застрелився |                                                                                             |
| Кано Асихей Капо                                                  | 1906—1960             | японський письменник                                                                | отруївся |                                                                                             |
| Карабчієвський Юрій Аркадійович                                   | 1938—1992             | російський есеїст, прозаїк, поет                                                    | отруївся снодійним |                                                                                             |
| Костас Каріотакіс                                                 | 1896—1928             | грецький поет                                                                       | застрелився |                                                                                             |
| Каміло Кастело Бранко                                             | 1825—1890             | португальський прозаїк, поет, критик і драматург                                    | застрелився |                                                                                             |
| Като Мітіо                                                        | 1918—1953             | японський драматург                                                                 | повісився |                                                                                             |
| Мозеш Кахана                                                      | 1897—1974             | угорський і молдавський письменник                                                  | викинувся з вікна |                                                                                             |
| Сара Кейн                                                         | 1971—1999             | англійський драматург                                                               | повісилась |                                                                                             |
| Антеро де Кентал                                                  | 1842—1891             | португальський письменник, поет, критик                                             | застрелився |                                                                                             |
| Артур Кьостлер                                                    | 1905—1983             | англійський письменник                                                              | прийняв смертельну дозу снодійного |                                                                                             |
| Кім Со Воль                                                       | 1902—1934             | корейський поет                                                                     | отруївся опіумом |                                                                                             |
| Орасіо Кірога                                                     | 1878—1937             | аргентино-уругвайський письменник                                                   | отруївся ціанидом |                                                                                             |
| Самуїл Вікторович Кіссін Кіссін Самуїл Вікторович                 | 1885—1916             | російський поет                                                                     | застрелився |                                                                                             |
| Кітамура Тококу                                                   | 1868—1894             | японський поет-романтик, критик                                                     | повісився |                                                                                             |
| Генрі Батлер Кларк                                                | 1863—1904             | британський літературознавець                                                       | застрелився |                                                                                             |
| Хуго Клаус                                                        | 1929—2008             | нідерландомовний письменник, поет, художник, драматург                              | евтаназія |                                                                                             |
| Генріх фон Клейст                                                 | 1777—1811             | німецький драматург                                                                 | застрелився |                                                                                             |
| Йохен Клеппер                                                     | 1903—1942             | німецький письменник, автор історичних романів                                      | отруївся газом |                                                                                             |
| Всеволод Гаврилович Князєв                                        | 1891—1913             | російський поет                                                                     | застрелився |                                                                                             |
| Кобаясі Мійоко                                                    | 1917—1973             | японська письменниця                                                                | отруїлась снодійним |                                                                                             |
| Гаррі Коділл                                                      | 1922—1990             | американський письменник                                                            | застрелився |                                                                                             |
| Григорій Васильович Козицький                                     | 1724—1776             | український і російський письменник і журналіст                                     | заколовся ножем |                                                                                             |
| Чарлз Калеб Колтон                                                | 1780?—1832            | англійський поет, публіцист                                                         | застрелився |                                                                                             |
| В'ячеслав Леонідович Кондратьєв ru                                | 1920—1993             | російський письменник                                                               | застрелився |                                                                                             |
| Ернест Кордеруа                                                   | 1825—1862             | французький поет і публіцист                                                        | перерізав собі вени |                                                                                             |
| Єжи Косинський                                                    | 1933—1991             | американський письменник польсько-єврейського походження                            | прийняв смертельну дозу таблеток, надів на голову пластиковий мішок |                                                                                             |
| Клаудіо Мануель да Коста                                          | 1729—1789             | бразильський поет                                                                   | повісився в тюрмі |                                                                                             |
| Альфонсо Костафреда                                               | 1926—1974             | іспанський поет                                                                     | отруївся |                                                                                             |
| Сара Кофман                                                       | 1935—1994             | французька письменниця і філософ                                                    | отруїлась снодійним |                                                                                             |
| Рене Кревель                                                      | 1900—1935             | французький поет і прозаїк                                                          | отруївся газом |                                                                                             |
| Харт Крейн                                                        | 1899—1932             | один з найвизначніших американських поетів XX ст.                                   | втопився |                                                                                             |
| Герта Крефтнер                                                    | 1928—1951             | австрійська письменниця і поетеса                                                   | отруїлась вероналом |                                                                                             |
| Едмон-Анрі Крізінель                                              | 1897—1948             | швейцарський франкомовний поет і журналіст                                          | втопився в озері Леман |                                                                                             |
| Томас Кріч                                                        | 1659—1700             | англійський поет, перекладач                                                        | повісився |                                                                                             |
| Гаррі Кросбі                                                      | 1898—1929             | американський поет                                                                  | застрелився разом з коханкою |                                                                                             |
| Хьюберт Монтегю Крекенторп                                        | 1870—1896             | британський прозаїк                                                                 | втопився в Сені |                                                                                             |
| Кубо Сакае                                                        | 1901—1958             | японський драматург і письменник                                                    | повісився |                                                                                             |
| Кузьменко Микола Олександрович                                    | 1921—1973             | український поет                                                                    | |                                                                                             |
| Георг Кулька                                                      | 1897—1929             | австрійський поет-експрессіоніст                                                    | отруївся газом |                                                                                             |
| Кусака Йоко                                                       | 1931—1952             | японська письменниця                                                                | кинулась під потяг |                                                                                             |
| Куеста Хорхе                                                      | 1903—1942             | мексиканський поет і есеїст                                                         | повісився |                                                                                             |
| Єжи Кшиштонь                                                      | 1931—1982             | польський прозаїк, драматург                                                        | |                                                                                             |
| Генрі Кері                                                        | 1687—1743             | англійський поет, драматург і музикант                                              | повісився |                                                                                             |
| Ніл Кессіді                                                       | 1926—1968             | американський письменник                                                            | отруївся |                                                                                             |
| Л                                                                 |                       |                                                                                     | |                                                                                             |
| Євген Львович Ланн                                                | 1896—1958             | російський поет, письменник, перекладач                                             | впорснув собі смертельну дозу морфію |                                                                                             |
| Малькольм Лаурі                                                   | 1909—1957             | англо-канадський письменник                                                         | прийняв смертельну дозу снодійного |                                                                                             |
| Примо Леві                                                        | 1919—1987             | італійський письменник єврейського походження                                       | кинувся зі сходів |                                                                                             |
| Ян Лєхонь                                                         | 1899—1956             | польський поет, літературний і театральный критик                                   | викинувся з вікна хмарочоса |                                                                                             |
| Ліндзі Вечел                                                      | 1879—1931             | американський поет                                                                  | отруївся дезинфікуючим засобом |                                                                                             |
| Олексій Костянтинович Лозина-Лозинський                           | 1886—1916             | російський поет, прозаїк                                                            | три рази вчиняв спробу самогубства, останній раз прийняв смертельну дозу морфію |                                                                                             |
| Джек Лондон                                                       | 1876—1916             | американський письменник                                                            | прийняв смертельну дозу снодійного | версія про самогубство оспорюється                                                          |
| Леопольдо Лугонес                                                 | 1874–1938             | аргентинський письменник, поет, журналіст                                           | отруївся ціанидом |                                                                                             |
| Марк Анней Лукан                                                  | 39—65                 | римський поет                                                                       | порізав вени |                                                                                             |
| Лукрецій                                                          | бл. 99—55 до н. е.    | римський поет                                                                       | кинувся на меч |                                                                                             |
| Надія Григорівна Львова Львова Надія Григорівна                   | 1891—1913             | російська поетеса, перекладачка                                                     | застрелилась |                                                                                             |
| М                                                                 |                       |                                                                                     | |                                                                                             |
| Фергюс Гуінплейн Макінтайр                                        | 1949—2010             | британський письменник-фантаст                                                      | підпалив себе у власній квартирі |                                                                                             |
| Клаус Манн                                                        | 1906—1949             | німецький письменник                                                                | прийняв смертельну дозу снодійного |                                                                                             |
| Шандор Мараї                                                      | 1900—1989             | угорський письменник                                                                | застрелився |                                                                                             |
| Ежен Маре                                                         | 1871—1936             | південноафрикансткий письменник, поет, юрист                                        | застрелився |                                                                                             |
| Гаррі Мартінсон                                                   | 1904—1978             | шведський поет, лауреат Нобелівської премії                                         | зарізався ножицями в лікарні |                                                                                             |
| Маяковський Володимир Володимирович                               | 1893—1930             | російський радянський поет                                                          | застрелився |                                                                                             |
| Х'ю Міллер                                                        | 1802—1856             | шотландський письменник і геолог                                                    | застрелився |                                                                                             |
| Леонід Соломонович Міль Міль Леонід Соломонович                   | 1938—1992             | російський письменник, поет-перекладач                                              | повісився |                                                                                             |
| Юкіо Місіма                                                       | 1925—1970             | японський письменник, драматург                                                     | зробив харакірі |                                                                                             |
| Олександр Сергійович Морєв (Пономарьов)                           | 1934—1979             | російський поет і прозаїк, художник-ілюстратор                                      | кинувся в будівельну шахту |                                                                                             |
| Сергій Петрович Морозов Морозов Сергій Петрович                   | 1946—1985             | радянський поет                                                                     | викинувся з балкона |                                                                                             |
| Семен Олександрович Мусін-Пушкін Мусін-Пушкін Семен Олександрович | 1858—1907             | російський поет і публіцист                                                         | застрелився, ображений підозрою в розтраті земських грошей (згодом не підтвердилися)                                                                                                |                                                                                             |
| Шарлота М'ю                                                       | 1869—1928             | англійська поетеса                                                                  | отруїлась дезинфікуючим засобом, перебуваючи в лікарні |                                                                                             |
| Бьорріс фон Мюнхгаузен                                            | 1874—1945             | німецький поет                                                                      | отруївся снодійним |                                                                                             |
| Н                                                                 |                       |                                                                                     | |                                                                                             |
| Жерар де Нерваль                                                  | 1808—1855             | французький поет, прозаїк                                                           | повісився на садовій решітці |                                                                                             |
| Генрі Ніл                                                         | 1798—1828             | англійський поет, літературознавець                                                 | перерізав собі горлянку |                                                                                             |
| О                                                                 |                       |                                                                                     | |                                                                                             |
| Джон О'Брайен                                                     | 1960—1994             | американський письменник                                                            | застрелився |                                                                                             |
| П                                                                 |                       |                                                                                     | |                                                                                             |
| Чезаре Павезе                                                     | 1908—1950             | італійський письменник, поет, перекладач, критик                                    | отруївся барбітуратами |                                                                                             |
| Петроній Арбітр                                                   | 14-66                 | римський письменник                                                                 | перерізав собі вени |                                                                                             |
| Сильвія Плат                                                      | 1932—1963             | американська поетеса                                                                | отруїлась газом |                                                                                             |
| Алехандра Пісарник                                                | 1936—1972             | аргентинська поетеса                                                                | отруїлась |                                                                                             |
| Поплавський Борис Юліанович                                       | 1903—1935             | російський поет і прозаїк, емігрант першої хвилі                                    | отруївся кокаїном | можливо був отруєний чи випадково помер від неякісного наркотику[джерело?]                  |
| Ян Потоцький                                                      | 1761—1815             | польський письменник                                                                | застрелився кулею, виготовленою з освяченого у церкві срібного набалдашника |                                                                                             |
| Борис Терентьєвич Прімєров Прімєров Борис Терентьєвич             | 1938—1995             | російський радянський поет                                                          | повісився |                                                                                             |
| Р                                                                 |                       |                                                                                     | |                                                                                             |
| Равич Петро Соломонович                                           | 1919—1982             | французький письменник, в'язень Аушвіца                                             | застрелився |                                                                                             |
| Олександр Миколайович Радищев                                     | 1749—1802             | російський письменник, поет                                                         | отруївся | за іншими даними помер від хвороби                                                          |
| Рудольф Ріммель                                                   | 1937—2003             | естонський поет, публіцист                                                          | викинувся з вікна |                                                                                             |
| Ромм Олександр Ілліч                                              | 1898—1943             | російський поет, перекладач                                                         | застрелився на фронті з табельної зброї |                                                                                             |
| ЕрІк Мертон Роуч                                                  | 1915—1974             | південноамериканський поет (Тринідад і Тобаго), писав англійською мовою             | випивши інсектицид, поплив у відкрите море |                                                                                             |
| Реймон Руссель                                                    | 1877—1933             | французький письменник                                                              | отруївся барбітуратами |                                                                                             |
| Рижий Борис Борисович                                             | 1974—2001             | російський поет                                                                     | повісився |                                                                                             |
| С                                                                 |                       |                                                                                     | |                                                                                             |
| Савінков Борис Вікторович                                         | 1879—1925             | російський терорист, політичний діяч, письменник                                    | покінчив життя самогубством в будівлі ВЧК на Лубянці, кинувшись на сходи з п'ятого поверху                                                                                          | версія оспорюється                                                                          |
| Маріо де Са-Карнейро                                              | 1890—1916             | португальський поет, письменник                                                     | отруївся стрихніном |                                                                                             |
| Джон Саклінг                                                      | 1609—1642             | англійський поет                                                                    | отруївся | версія оспорюється                                                                          |
| Енн Секстон                                                       | 1928—1974             | американська поетеса і письменниця                                                  | отруїлась вихлопними газами в гаражі |                                                                                             |
| Луцій Анней Сенека                                                | бл. 4 р. до н. е. —65 | римський поет, драматург, філософ                                                   | перерізав собі вени разом з дружиною, хоча наказ Нерона стосувався тільки його |                                                                                             |
| Сіндзі Ока                                                        | 1962—1975             | японський хлопчик-поет                                                              | кинувся з даху, щоб дізнатися, що відбувається після смерті |                                                                                             |
| Аустра Скуїня                                                     | 1909—1932             | латиська поетеса                                                                    | втопилась |                                                                                             |
| Едвард Стахура                                                    | 1937—1979             | польський письменник, поет, автор пісень                                            | повісився |                                                                                             |
| Альфонсіна Сторні                                                 | 1892—1938             | аргентинська поетеса                                                                | втопилась |                                                                                             |
| Т                                                                 |                       |                                                                                     | |                                                                                             |
| Табідзе Галактіон Васильович                                      | 1891—1959             | грузинський поет                                                                    | викинувся з вікна лікарні |                                                                                             |
| Роберт Таннахілл                                                  | 1774—1810             | шотландський поет, музикант                                                         | втопився |                                                                                             |
| Сара Тісдейл                                                      | 1884—1933             | американська поетеса                                                                | отруїлась таблетками |                                                                                             |
| Ернст Толлер                                                      | 1893—1939             | німецький поет і драматург                                                          | повісився в нью-йоркському готелі |                                                                                             |
| Хантер Томпсон                                                    | 1937—2005             | американський письменник і журналіст                                                | застрелився | малоймовірна причина — нещасний випадок                                                     |
| Георг Тракль                                                      | 1887—1914             | австрійський поет                                                                   | прийняв смертельну дозу кокаїну |                                                                                             |
| Курт Тухольський                                                  | 1890—1935             | німецький сатирик, поет і публіцист                                                 | помер через два дні після того, як прийняв отруту |                                                                                             |
| Григір Тютюнник                                                   | 1931—1980             | український письменник                                                              | повісився |                                                                                             |
| У                                                                 |                       |                                                                                     | |                                                                                             |
| Успенський Микола Васильович ru                                   | 1837—1889             | російський письменник                                                               | зарізався |                                                                                             |
| Ф                                                                 |                       |                                                                                     | |                                                                                             |
| Фадєєв Олександр Олександрович                                    | 1901—1956             | російський радянський письменник                                                    | застрелився |                                                                                             |
| Джон Гулд Флетчер                                                 | 1886—1950             | американський поет                                                                  | втопився в ставку |                                                                                             |
| Зигмунд Фройд                                                     | 1856—1939             | австрійський психоаналітик, невропатолог, есеїст, лауреат премії Гьоте з літератури | евтаназія: зобов'язав свого лікаря Макса Шура ввести йому смертельну дозу морфіну (три ін'єкції)                                                                                    |                                                                                             |
| Х                                                                 |                       |                                                                                     | |                                                                                             |
| Лео Херліхай                                                      | 1927—1993             | американський романіст, драматург і актор                                           | передозування снодійного |                                                                                             |
| Микола Хвильовий                                                  | 1893—1933             | український прозаїк, поет, публіцист                                                | застрелився |                                                                                             |
| Садег Хедаят                                                      | 1903—1951             | іранський письменник, філолог, перекладач                                           | отруївся газом в Парижі |                                                                                             |
| Ернест Хемінгуей                                                  | 1899—1961             | американський письменник                                                            | застрелився, коли чистив рушницю |                                                                                             |
| Марек Хласко                                                      | 1934—1969             | польський письменник, емігрант                                                      | отруївся |                                                                                             |
| Ц                                                                 |                       |                                                                                     | |                                                                                             |
| Стефан Цвейг                                                      | 1881—1942             | австрійський письменник єврейського походження, поет, критик                        | отруївся разом з дружиною, прийнявши велику дозу снодійного на нацистському прапорі                                                                                                 |                                                                                             |
| Цвєтаєва Марина Іванівна                                          | 1892—1941             | російська поетеса, прозаїк, перекладачка                                            | повісилась |                                                                                             |
| Пауль Целан                                                       | 1920—1970             | німецький поет і перекладач єврейського походження                                  | кинувся з моста в Сену |                                                                                             |
| Цюй Юань                                                          | бл. 340–278 до н. е.  | китайський поет                                                                     | втопився у ріці |                                                                                             |
| Уніка Цюрн                                                        | 1916—1970             | німецька і французька письменниця і художниця                                       | викинулась з вікна |                                                                                             |
| Ч                                                                 |                       |                                                                                     | |                                                                                             |
| Айріс Чан                                                         | 1968—2004             | американська письменниця, історик, журналіст китайського походження                 | застрелилась в автомобілі |                                                                                             |
| Томас Чаттертон                                                   | 1752—1770             | англійський поет                                                                    | отруївся миш'яком |                                                                                             |
| Ш                                                                 |                       |                                                                                     | |                                                                                             |
| Нікола Себастьян Рок Шамфор                                       | 1741—1794             | французький письменник, мислитель, мораліст                                         | перед загрозою нового арешту (під час Великої Французької революції) намагався вкоротити собі віку, лікарі його врятували, але через кілька місяців він помер від завданих собі ран |                                                                                             |
| Шпаліков Геннадій Федорович                                       | 1937—1974             | радянський поет, кіносценарист                                                      | повісився |                                                                                             |
| Адальберт Штифтер                                                 | 1805—1868             | австрійський письменник, поет, художник, педагог                                    | будучи хворим на цироз печінки, в нападі депресії перерізав собі горлянку бритвою                                                                                                   |                                                                                             |
| Їндржих Штирскі                                                   | 1899—1942             | чеський письменник і художник                                                       | |                                                                                             |
| Ю                                                                 |                       |                                                                                     | |                                                                                             |
| Юхас Дюла                                                         | 1883—1937             | угорський поет                                                                      | прийняв смертельну дозу веронала |                                                                                             |
| Я                                                                 |                       |                                                                                     | |                                                                                             |
| Пейо Яворов                                                       | 1878—1914             | болгарський поет                                                                    | застрелився, прийнявши отруту |                                                                                             |
| Якобсон Анатолій Олександрович                                    | 1935—1978             | російський поет, перекладач, правозахисник                                          | повісився |                                                                                             |
| Юлюс Яноніс                                                       | 1896—1917             | литовський поет                                                                     | хворіючи на туберкульоз, кинувся під потяг |                                                                                             |
| Паоло Яшвілі                                                      | 1895—1937             | грузинський поет                                                                    | застрелився з мисливської рушниці |                                                                                             |